# Angelo Bonfrisco
Angelo Bonfrisco (Monza, 12 aprile 1960) è un ex arbitro di calcio italiano.

## Carriera
Inizia ad arbitrare a 20 anni, nel 1980, dopo aver giocato a calcio dai 9 ai 19 anni, con esperienze nel settore giovanile del Monza e in Prima Categoria. Arriva in Interregionale nella stagione 1987-1988 e in Serie C nel 1989-1990.
Nella stagione 1993-1994 debutta in Serie B, il 5 settembre 1993, alla seconda giornata di campionato, nella gara tra Cosenza e Palermo vinta per 1-0 dai padroni di casa.
Il 4 giugno 1995 esordisce in Serie A, in Reggiana-Foggia 1-1, ultima giornata di campionato, con le due squadre già retrocesse in Serie B.
Nel febbraio 1999, alla fine di un Cremonese-Reggiana 2-2 di Serie B nel quale fischia un rigore, poi realizzato, agli ospiti al 95', viene colpito con un pugno dal magazziniere dei grigiorossi. In seguito Bonfrisco querelerà, oltre all'autore del pugno, il dirigente accompagnatore e l'allenatore dei lombardi Gaetano Salvemini.
Nel 2001, a 41 anni, viene dismesso per motivi tecnici.
Arbitra l'ultima partita in Serie A il 14 aprile 2001, Vicenza-Bologna 4-2.
L'ultima sfida diretta è invece un Empoli-Ancona di Serie B, il 3 giugno 2001, concluso con una vittoria per 3-1 dei toscani.
Chiude la carriera con 17 partite arbitrate in Serie A e 118 in Serie B.
Dal 2009 al 2014 è stato assessore allo Sport del comune di Villasanta (MB), in una giunta di centro-destra. Nel 2014 si candida a sindaco dello stesso comune, ottenendo il 9,31% delle preferenze.
Nella stagione 2012-2013 ha svolto il ruolo di team manager del Seregno in Serie D.
È inoltre opinionista nella trasmissione calcistica Lunedì di rigore su Telelombardia, in passato ha svolto lo stesso ruolo in Diretta stadio... ed è subito goal! a 7 Gold.